# Tetramethylammoniumozonid
Tetramethylammoniumozonid ist eine chemische Verbindung, konkret eine quartäre Ammoniumverbindung und ein Ozonid.

## Herstellung
Tetramethylammoniumozonid kann hergestellt werden, indem Tetramethylammoniumhydroxid mit verdünntem Ozon (3–5 % in Sauerstoff) behandelt wird. Dabei entsteht als Nebenprodukt Wasser, dass das Ozonid wiederum zersetzen kann. Um dies möglichst zu vermeiden, kann zunächst das Wasser mit Methylamin und anschließend das Produkt mit flüssigem Ammoniak aus dem Reaktionsgemisch entfernt werden. Alternativ kann Tetramethylammoniumhyperoxid (aus Tetramethylammoniumhydroxid und Kaliumhyperoxid) in flüssigem Ammoniak mit einem Alkalimetallozonid (Kaliumozonid, Rubidiumozonid oder Caesiumozonid) umgesetzt werden. Das Produkt kann durch Umkristallisieren aus flüssigem Ammoniak aufgereinigt werden.

## Eigenschaften
Tetramethylammoniumozonid ist ein instabiler, roter Feststoff. Es ist in Dimethylformamid und flüssigem Ammoniak löslich, im Gegensatz zu den Ozoniden der Alkalimetalle aber nicht in Methylamin. Bei Raumtemperatur zersetzt es sich innerhalb von zwei Tagen vollständig, wobei Sauerstoff, Wasser, Trimethylamin, Tetramethylammoniumhydroxid, Tetramethylammoniumformiat und Tetramethylammoniumcarbonat entstehen.  Tetramethylammoniumozonid kristallisiert im orthorhombischen Kristallsystem in der Raumgruppe Pmmn (Raumgruppen-Nr. 59) mit den Gitterparametern a = 8,5096 Å; b = 6,8995 Å und c = 5,4439 Å sowie 2 Formeleinheiten pro Elementarzelle.